# Juan de Orbita
Juan de Orbita (né à Arcila, alors sous le règne du roi Philippe II d'Espagne, mort en 1593 à Mérida, capitainerie générale du Yucatán, en 1629) est un missionnaire franciscain qui, avec Fray Bartolomé Fuensalida, a tenté de pacifier et de convertir les Itzás au christianisme pendant la première partie du XVIIe siècle, afin d'incorporer ce groupe ethnique maya aux colonies établies par l'Empire espagnol au cours des décennies précédentes en raison de la conquête du Yucatán. Il échoue dans sa tentative et manque de perdre la vie au cours de son entreprise, qui n'aboutit que près de soixante-dix ans après sa mort, survenue dans la ville de Mérida le 5 août 1629.